# 阿尔让米内瓦
阿尔让米内瓦（法語：Argens-Minervois）是法国奥德省的一个市镇，位于该省东北部，属于纳博讷区。该市镇2009年时的人口为347人。

## 人口
阿尔让米内瓦人口变化图示
| 数据来源：INSEE |